# Вабаг
Вабаг (англ. Wabag) — город в Папуа — Новой Гвинее, административный центр провинции Энга.

## Общая информация
Город расположен на севере центральной части страны, на берегу реки Лай, на высоте 2182 м над уровнем моря.
Через Вабаг проходит Горное шоссе, соединяющее его с городом Маунт-Хаген. Вабаг развивается как центр торговли региона; в окрестностях города выращивают кофе. Европейцы впервые посетили эту местность только в 1934 году. В 1938-1939 годах здесь была построена взлётно-посадочная полоса.

## Население
По данным на 2013 год численность населения города составляла 3485 человек.
Динамика численности населения города по годам:
| 1990 | 2000 | 2013 |
| ---- | ---- | ---- |
| 4300 | 4072 | 3485 |